# 즈와쓰
 즈와쓰 또는 즈워쓰는 애니메이션 "성전사 단바인"에 등장한 가공의 병기, 오라 배틀러이다.

## 즈와쓰
아 나라의 쇼트 웨폰이 가지고 있는 기술을 결집해 제작한, 오라 배틀러의 최종형태라고 말할 수 있는 기체다. 흑기사 등 쇼트의 사병밖에 탑승 예가 없는 것을 보면, 차기 주력기 라이네크처럼 양산을 노린 기체가 아니고, 그 전의 레프러칸 (극비리에 개발 후, 제식채용)이나 뒤의 스프리간 같이 드레이크에게 반기를 들 때에 대비해, 자신의 사병 전용으로 독자 개발한 물건이라고 생각된다. 그 때문인지, 비용을 거의 도외시한 설계의 고성능 기로 마무리되어 있다.
대형 오라 컨버터를 장비해 압도적인 스피드와 파워를 소유한다. 화력 편중이 흠이 된 레프러칸에 대한 반성을 토대로 했기 때문에, 중무장이면서도 비교적 균형이 잡힌 설계가 되어 있다 (빌바인과의 비교에서는, 중장갑인만큼 기동성에서는 미치지 못하지만, 파워 및 터프니스에서는 반대로 능가하고 있다).
무장은 왼쪽에 오라 샷이 내장된 방패 (오라 소드를 수납). 오라 컨버터 위쪽에 2연장 플레임 밤 2기. 사타구니에 2연장 오라 캐넌으로 레프러칸에 버금가는 중무장이 주어져 있다. 또한, 오라 소드는 시미타 모양의 곡검이다.
약점은 한계 오라력 값이 16으로 낮은 것이다 (비란비, 비어레스와 동등한 한계 값. 덧붙이자면 빌바인의 값은 19.8이고, 라이네크의 값은 18. 또한 빌바인의 필요 오라력 값 14에 가깝다). 그 때문에 성전사의 탑승기로는 선택되지 않았지만, 흑색을 퍼스널 컬러로 해서 흑기사가 탑승했다. 또, 뮤지 포 전용의 흰 기체도 극중에 등장한다 (하지만 뮤지는 일반기에도 탑승하고 있었다). 오라 증폭 값이 높고 한계 오라력 값이 낮은 것에서, 오히려 일반 병사에게 적합한 기체다. 대단히 비용이 드는 기체이기 때문에 양산은 되지 않았지만, 쇼트의 사병용으로 빨갛게 칠해진 기체가 몇 기인가 만들어져 있다. 흑기사가 갈라바에 갈아탈 때까지, 이 기체로 빌바인을 고전하게 한 것은, 오로지 흑기사의 증오가 초래하는 강대한 오라력이 있어서였다.
한편, 쇼트는 이 기체의 제작 이후, 오라 배틀러라고 하는 테두리에 한계를 느끼고, 오라 파이터, 오라 바머와 같은 차세대형 오라 머신의 제작에 착수한다. 그것이, 즈와쓰의 수요를 더욱 좁힌 것은 부정할 수 없다. 쇼 자마에의 복수와 오명 씻기에 불타는 번 바닝스가 흑기사로서 드레이크 루프트에게 다시 충성을 맹세한 기체다.
플레이 스테이션용 게임의 "성전사 단바인 성전사 전설"에서는, 강화형 즈와쓰가 등장하고 있다. 또, 양산도 가능하고, 리 나라 사양의 기체색은 다크 블루. 즈와쓰를 양산할 수 있는 정도이므로, 리 나라의 국력은 상당히 높다고 생각된다.

## 즈와우쓰
OVA "성전사 단바인"에 등장한 오라 배틀러. 700년 후의 바이스톤 웰에서 불사의 육체가 된 쇼트 웨폰이 즈와쓰를 기초로 제작, 쇼트 산하의 흑기사, 라반 자라만드 (번 바닝스의 전생)이 탑승하고, 시온 자바 (쇼 자마의 전생)가 모는 오라 배틀러, 서바인과 격전을 벌였다.
서바인처럼 내장 화기를 일체 가지지 않고, 오라 소드만을 무기로 하는 백병전에 특화한 기체, 종래의 오라 배틀러 이상으로 생물적인 조형이 가해진 악마 같은 외견은 더욱 그로테스크한 인상을 준다. 한편, 잘 보면 사타구니의 2연장 오라 캐넌이 남겨져 있다 (기능은 이미 잃어버린 모양이다). 다른 오라 배틀러와 차별화된 외관으로, 긴 꼬리와 박쥐 모양의 날개를 가진다.
"성전사 단바인 성전사 전설"에서는, 게임 상의 라스트 배틀에서 흑기사나 수라가 탑승한다. 오라 배틀 쉽과 같은 스펙을 자랑하고, 최강인 오라 배틀러이지만, 플레이어는 사용할 수 없다. 게임 중에서는 오라 캐넌을 사용해 온다.
"슈퍼 로봇 대전 COMPACT 2"에서는 흑기사가 탑승하는 것 외에, 숨겨진 조건을 만족하면 서바인 & 실키 마우와의 2가지 중 선택으로 아군 유니트로서 참전한다. 아군 유니트 최강 클래스의 공격력을 발휘하고, 최종 국면까지 주력 유니트가 된다. 그러나 무장은 오라 소드와 2종의 오라 베기뿐이라, 조금이라도 떨어진 적에게는 손을 쓸 수 없는 것이 결점이다.

## 같이 보기
- 오라 머신 목록